# Stenochelifer
Genre
Stenochelifer est un genre de pseudoscorpions de la famille des Cheliferidae.

## Distribution
Les espèces de ce genre se rencontrent en Inde et au Yémen.

## Liste des espèces
Selon Pseudoscorpions of the World (version 3.0) :
- Stenochelifer indicus Beier, 1967
- Stenochelifer socotrensis (With, 1905)

## Publication originale
- Beier, 1967 : Pseudoscorpione vom kontinentalen Südost-Asien. Pacific Insects, vol. 9, p. 341-369 (texte intégral).